# 윤리적 리더십

## 정의
윤리적 리더십은 윤리성에 기반한 리더십이라 할 수 있으며 구체적인 정의는 각 학자들의 관점에 따라 다르게 해석된다.
가장 보편적으로 이용되는 정의는 Brown의 정의로, 그는 ‘윤리적 리더십은 리더의 개인적 행동과 대인 관계를 통하여 적절한 행동을 보여주는 것이고 쌍방향 의사소통, 강화, 의사 결정 등을 통하여 조직 구성원에게 그러한 행동을 할 수 있도록 유도하는 것’이라며 사회학습이론을 윤리적 리더십을 이해하기 위한 이론적 근거로 제시하고 윤리적 리더십의 구성개념에 대하여 공식적이고 체계적인 정의를 내렸다. 또한 Brown은 윤리적 리더십과 다른 변수들 간의 관계를 명시하고 설명하는 법칙적인 관계망을 개발하고 타당성 검증과 연계변수에 대해 실증연구를 통해 ‘윤리적 리더십이란 리더의 역할 모델링을 통해 구성원의 윤리적 행동에 영향을 주는 과정’이라고 파악, 이를 측정하고 이론적 타당성을 증명하기 위해 면접 방식을 통해 10개 항목으로 된 측정도구(ELS; the Ethical Leadership Scale)을 설계·개발하였다.

### 사람들
Gini(1998)은 윤리적 리더십은 리더가 의사결정, 타인에게 영향력을 발휘하는 방식, 관여하는 행위에 있어서 어떻게 리더가 사회적 권력을 사용하는가에 초점을 두고 있는 것이라고 정의하며 윤리적 리더는 구성원에게 윤리적 기준을 제시하고 구성원의 적합한 행동에 대해서는 보상을 하고 부적절한 행동에 대해서는 규제를 함으로써 구성원의 사회적 학습 모델이 될 수 있다고 주장하였다.

Trevino et al.(2000, 2003)은 조직의 구성원들에게 리더십이 의미하는 것이 무엇인지를 설명하기 위해 윤리적 리더십과 관련된 개인적 특성을 조사하였다. 이를 위해 다양한 업체의 임원과 윤리·준법부서의 직원을 대상으로 윤리적 리더의 특징이 무엇이라고 생각하는지에 대하여 구조화된 인터뷰를 행하여 조직 구성원의 관점에서 윤리적 리더십을 분석하였다. 조사 결과 윤리적 리더십은 정직, 신뢰성, 공정한 의사결정, 배려, 도덕적 행동 등 윤리적 개인적 특성과 관련되는 것으로 파악되었다. 또한 윤리적 리더들은 구성원들의 적절한 행동에 대하여 적절한 보상을 제공하고 이러한 행동이 공정한 행동이었다고 인식시킴으로써 구성원이 모방하도록 하는 사회적 역할 모델링이 된다고 하여 윤리적 리더십이 윤리적 관리자 측면과 관련되는 개념으로 제시된다.

Northouse(2004)은 윤리적 리더십을 조직구성원들의 말을 경청하고 반대의견을 포용하는 존중, 다른 사람들의 정당한 이익이나 목표를 추구하도록 도와주는 봉사, 부하들을 평등하게 대우하는 정의, 정직, 그리고 양립할 수 있는 목표를 추구하는 공동체 윤리 등으로 보았다.

Resick, Hanghes & Dickson(2006)은 Brown과 달리 윤리적 리더십을 사회적 학습 관점이 아니라 전통적인 철학적 윤리 이론을 토대로 해석하여 윤리적 리더십을 개인특성, 청렴성, 윤리적 지각, 동기부여, 공동체 및 인간 중심, 격려와 권한 위임의 6가지 복합개념으로 보았으며 격려와 권한위임을 통해 윤리적 리더십이 형성된다고 설명한다.

최성림(2006)은 윤리적 리더십이 단순하게 기업의 도덕성만을 강조하는 개념이 아니라고 주장하며 윤리적 리더십이란 사회적 책임을 충실하게 수행하기 위한 기업의 윤리의식 뿐만 아니라 이노베이션을 통해서 최상의 가치를 창출하여 기업의 주주들을 만족시키며 실력에 입각하여 정정당당한 경쟁을 통해 시장에서도 확고한 신뢰를 구축하는 것을 뜻하며 이를 통해서 계속적으로 기업 발전과 성장을 도모할 뿐 아니라 궁극적으로 사회 발전을 위해 기여하는 것이라고 주장하였다.

최갑열(2009)은 윤리적 리더십을 경영학적인 관점에서 정직성과 진정성을 바탕으로 부하직원들에게 모범이 되는 행동모델을 실천함으로써 조직 구성원들에게 공통의 미션을 제공함으로써 영향력을 행사하는 리더십 유형이라고 하였다.

이명신 등(2009)은 학술적인 관심을 크게 받아오지 못해왔던 윤리적 리더십의 개념을 명시하고 윤리적 리더십의 영향요인과 효과성을 실증적으로 검증한다. 이명신 등은 윤리적 리더십이란 구성원들에게 개인적 행동과 상호 관계를 통해 규범적으로 적절하고 바람직한 행동을 보이는 것 그리고 리더의 의사결정, 양방향 의사소통, 강화를 통해 구성원들에게 적절한 행동을 촉진토록 하는 것으로 설명한다.

## 윤리적 리더십에 관한 학자들의 관점
James McGregor Burns는 정치적 리더들에 대한 서술적 연구로부터 변혁적인 리더십의 이론을 만들었다. 그에 의하면, 주요한 리더십 기능과 역할은 윤리문제의 인지를 증가시키고, 그리고 사람들이 갈등하는 가치들을 해결하게 도와주는 것이다. Burns는 변혁적인 리더십을 리더들이나 부하들이 서로 도덕과 동기부여의 높은 수준에 이르게 하는 과정으로 설명하였다. 이 리더들은 공포, 탐욕, 질투 혹은 미움과 같은 감정이 아니라 자유, 정당성, 평등성, 평화, 와 같은 이상과 도덕적 가치들에 호소하면서 추종자들의 지각을 높이는 것이다. 또한 Burns는 리더십을 리더들과 부하들의 관계가 지속적으로 영향을 미치는 과정으로 보았다. 리더는 사람들의 집단들 사이에 갈등을 형성, 표현 그리고 중재하려고 하는데 왜냐하면 갈등은 공유하고 있는 이상적인 목적을 달성하기 위하여, 에너지를 동원하고 활용하기 위하여 유익 할 수 있기 때문이다. 이처럼 변혁적 리더십은 개인적인 추종자들의 도덕적 평가뿐만 아니라 사회적 개혁을 달성하기 위한 집단적인 노력으로 이 과정을 통하여 리더들과 부하들은 변화할 수 있다. 그들은 자신을 위하여 무엇이 좋은가 뿐만 아니라 조직, 지역공동체 그리고 국가와 같은 더 큰 집단을 위하여 무엇이 이로운가를 고려하게 될 것이다.

Heifetz의 관점은 윤리적 리더십과 관련이 있다. 그것이 구성원의 가치와 그들이 일하는 조직과 지역사회의 가치를 다루고 있기 때문이다. 심리학자였던 Ronald Heifetz는 그의 연구와 관찰 그리고 세계적인 리더에 대한 분석의 결과를 기초로 하여 윤리적 리더십에 대한 분석의 결과를 기초로 하여 윤리적 리더십에 대한 독특한 접근법을 공식화하였다. 그의 이론은 리더가 어떻게 추종자들을 도와 그들로 하여금 갈등에 대처하게 하고 갈등으로부터 새로운 변화를 이끌어 내는데 영향을 미치는가에 초점을 맞추고 있다. 그에 따르면 리더십은 권한을 이용하여 추종자들로 하여금 빠르게 변화하는 작업환경과 사회 문화 속에서 나타나는 상충되는 가치들에 잘 대응해 가도록 도움을 주는 것이라는 것이다. 따라서 그의 관점은 구성원들의 가치를 직접적으로 언급하고 있다는 점에서 윤리적 관점이라고 볼 수 있다.

## 구성요소
윤리적 리더십에 관한 Brown et al(2005)의 개념은 크게 두 가지로 구성된다. 정직, 배려, 신뢰, 공정을 특징으로 하는 리더의 자질 측면과 의사소통, 강화, 역할모델을 중심으로 한 관리자의 역할 측면이다. Brown & Trevino(2006)도 다양한 기업조직의 관리자와 윤리담당자들을 대상으로 면담한 결과 윤리적 리더십에는 두 가지 차원 즉 “도덕적 사람”(moral person)과 “도덕적 관리자”(moral manager)가 있음을 확인했다. 이후 여러 연구자들에 의해 이 두 가지 차원은 이론적으로나 경험적으로 윤리적 리더십을 구성하는 기본적 구성요소로 인정받고 있다.

“도덕적 사람”으로서 평판을 인정받는 리더는 윤리적 리더가 어떤 사람이며 무엇을 하는지를 부하직원에게 알려주는 시작에 불과하며, 부하직원들이 무엇을 어떻게 해야 하는지를 반시 말해주는 것은 아니다. 부하직원의 윤리수준을 향상시키고 윤리적 리더십을 함양시키기 위해서는 리더가 윤리와 가치를 자신의 리더십 어젠다로 부각시켜 중요성을 강조하고, 부하들에게 그러한 메시지를 명확하게 전달해야 한다. 이를 위해서 리더는 “도덕적 사람”은 물론 “도덕적 관리자”가 되어야 한다. 윤리적 리더로 인식되기 위해서는 도덕적 사람만으로는 부족하고 도덕적 관리자도 되어야 한다.

“도덕적 사람”은 구체적으로 어떤 사람인가?
Eisenbeiss에 의하면, 보편적으로 널리 인정받는 입장에서는 이타주의 측면을 강조한다. 즉, 다른 사람들에게 도움이 되는 덕행(virtuous behaviors)을 하고 다른 사람에게 해가 되는 행위는 자제하는 사람을 윤리적 리더로 본다. 구체적으로 예시하면, 다른 사람의 권리와 존엄(dignity)을 존중하는 리더, 자신의 권력을 사회적으로 책임있는 방법으로 사용하는 리더, 정의에 관심을 갖고 정직하며 공동체를 형성하는 리더, 혹은 Aristotle이 주창한 네 가지 ‘기본적 덕목’(cardinal virtues)을 지닌 리더 등이 도덕적 리더가 될 수 있다.

한편 리더의 개인적 자질, 행태, 의사결정을 구분하여 도덕적 사람의 특성을 제시하는 연구자들도 있다. 이들에 의하면 윤리적 사람이 되기 위해서는 윤리적 자질을 갖추어야 하고, 윤리적으로 행동해야 하며, 윤리적 기준에 따라 의사결정 하는 사람으로 인식되어야 한다. 우선 자질 면에서는 정직, 신뢰(trustworthiness), 고결(integrity)을 지녀야 하고, 행동에서는 옳은 일을 행하고, 사람에 대한 관심을 보이고, 그들을 올바르게 대우하며, 개방적 의사소통을 하고, 일상생활에서도 도덕적 행동을 보여야 한다. 즉, 행동에서도 정직, 정의, 배려, 고결이 드러나야 한다. 뿐만 아니라 의사결정단계에서는 윤리적 가치와 원칙에 부합하는 선택을 해야 한다.“도덕적 관리자”는 리더라는 직위를 활용하여 부하 직원에게 영향을 미쳐서 이들의 윤리적 행동을 유발해 내려는 리더의 의도된 노력에 관한 것으로, 주된 내용은 앞에서 언급한 바와 같이 역할모델, 의사소통, 강화로 요약될 수 있다.

## 원칙과 차원
윤리적 리더십은 5가지의 원칙과 3가지의 차원을 따른다.

### 5가지 원칙
① 타인에 대한 존중의 원칙
학자 칸트(immanuel kant)는 존경심을 가지고 다른 사람을 대하는 것은 우리의 의무라고 주장하였다. 이는 존경심 자체가 다른 사람을 대하는 목적이어야 하고, 어떤 목적을 위한 수단이 되어서는 안된다는 것을 의미한다. 뷰챔프 등(T.L.Beauchamp & N.E.Bowie)이 지적한 바와같이 “사람들은 그들 자신이 자율적으로 설정한 목표를 갖는 존재로서 대우를 받아야 하고, 순전히 다른 사람(리더)의 개인적 목적을 위한 수단으로서 취급되어서는 안된다.”는 것이다.Burns에 따르면 리더는 추종자들이 자신들의 욕구, 가치, 목적을 이해하도록 양육하고, 리더의 욕구, 가치, 목적과 통합하도록 지원하여야 한다고 제시하고 있다.
➁ 타인에 대한 봉사의 원칙
엘른 테너는 “봉사는 내가 지구상에 사는 특권에 대해 지불해야 하는 일종의 세금이다.”라고 말하였다.
봉사적인 기업은 공헌의 수행으로 구성원의 업무향상을 기하거나 정신적 지지를 기반으로 조직 구성원에 좀 더 집중도를 높이는 것은 경영효과를 바람직한 방향으로 가기 위한 지행해야 할 경영의 진로이다. 어려운 환경의 많은 대상자들을 상대로 기업이 헌신적으로 봉사하고 공헐할 때 소비자와의 신뢰관계 형성에 기여하며 소비자와의 신뢰 관계는 기업의 운명을 결정하는 중요한 관건이다. 기업이 대한 신뢰는 소비자니즈의 몰입으로 이어지며 제품 구매의 결정에 중요한 역할을 담당한다.
➂ 공정성과 정당성의 원칙
공정성과 정당성은 윤리적인 판단을 하는 중요한 기준이 된다. 그 일이 공정한가? 정당한가? 라는 질문은 어떤 행위를 함에 있어서 제기되는 빈번한 질문일 것이다. 윤리적 리더는 공정성과 정당성에 의하여 의사 결정을 하여야 한다. 그들은 부하들을 평등하게 대우하는 것을 최우선으로 하고 있다. 정당성은 리더가 그들의 의사결정에 있어서 공정성을 핵심기준으로 할 것을 요구한다. 일반적으로 특별한 상황요건을 제외하고는 조직에 있어서 누구도 특별한 대우를 받거나 특별한 배려를 받아서는 안된다.
➃ 정직성의 원칙
인간의 사회적 관계에 있어서 무엇보다 중요한 것은 상호 믿음으로 연결된 신뢰와 구성원들간의 상이한 의견을 조절하는 조화라고 할 수 있다. 신뢰는 모든 덕목의 기반이며 조화는 모든 존재의 공동원리가 되기 때문이다. 먼저 인간관계에 있어서 제일 중요한 것은 신뢰라고 할 수 있다. 신뢰를 상실하면 인간관계 자체가 성립될 수 없다. 경영진은 의사결정을 하는데 모든 정보를 공개하지 않는다. 대부분의 정보는 독점적이고 경쟁자에게 부당한 이익을 가져다주고 법적으로 기밀이다. 솔직함은 경영자가 모든 것을 누설해야 하는 것이 아니다. 하지만 경영자가 공개하기 부끄럽다는 이유로 사업이나 정책의 정보를 비공개하는 것은 적절하지 않다. 만약 경영자가 사업에 관한 정보를 공개하기가 부끄럽다면 그 사업은 진행되지 말아야한다.
➄ 공동이익 추구의 원칙
개인이나 기업이나 모든 거래에 있어서는 직접 간접 이득이든 서로의 공동 이익이 존재하지 않으면 거래는 성립하기 어려운 것이다. 기업조직에서 앞에서 언급한 말들이 거의 유사하게 공동의 비전으로 공동의 목표를 달성하고 거기에서 얻어지는 이익을 회사 실정에 맞게 공정 정직하게 분배해야만 조직이 유지될 수 있는 것이다.

### 3가지 차원
① 인간지향
인간지향은 다른 사람들을 존엄(dignity)과 존중(respect)으로 대하고 그들을 수단이 아닌 목적으로 인식하는 것을 의미한다. 리더의 인간지향은 부하의 권리를 충분히 인정하고, 그들을 동정하고 그들의 행복에 대해 관심을 가짐으로써 표현될 수 있다. 인간지향은 윤리적 리더십의 여러 가지 요소들 가운데 본질적 가치로 인정받아 왔다. 윤리적 리더십의 대표적 정의를 내린 Brown et al은 윤리적 리더로 인식되기 위해서는 정당하고 신뢰받을 수 있는 윤리적 역할모델이 되어야 하는데, 이러한 역학모델이 되기 위해서 리더는 부하를 배려하고 존중할 줄 알아야 한다고 했다.
➁ 사회적 책임성
사조직과는 달리 공익을 실현하고 공공서비스를 제공하는 공공조직에서 특히 강조되는 가치가 사회적 책임성이다. 이는 타인에 대한 배려를 중시하지만, 조직내 직원들에 대한 것이 아니라 조직 밖의 주민이나 사회전체에 대한 배려와 이들의 이익에 우선적 가치를 둔다는 의미에서, 위민정신과 사회에 대한 책임의식을 가장 중시하는 차원이다.
③ 절제
공공조직에서 절제는 적어도 자제와 겸손을 포함하는 개념이 되어야 한다. 구체적으로는 자신의 권한 강화나 가시적 성과에 지나치게 집착하지 말고, 지시나 명령보다 지원과 협력하는 자세를 가지며, 부하직원에게 권한을 위임하거나 부여하고, 공직을 이용한 부당한 이득을 추구하지 않는 행위 등이 윤리적 리더가 가져야 할 절제의 내용이라고 하겠다.

## 윤리적 리더십과 신뢰와의 관계
신뢰에 관한 다양한 정의를 살펴보면 우선, 신동엽(1999)은 신뢰란 사람들 간의 다양한 관계 속에서 발생하는 사회적 현상으로서 사회적 상황으로부터 지속적인 상호작용 관계 또는 집단 구성원 관계 속에서 발생하는 사회적 속성으로 이해되어야 한다고 보고 있다. Zucker(1986)에 의하면, 신뢰란 조직 내 의 교환관계에 있어서 연관된 모든 사람들이 공유하고 있는 기대라고 정의하고 있다. Rousseau, Sitkin, Burt, & Camerer(1998)는 타인의 의도나 행동에 대해 긍정적인 기대를 근거로 하여서 자신의 취약성을 받아들이는 심리적 상태라고 신뢰를 정의하고 있다. 신뢰는 인지적 신뢰와 정서적 신뢰로 구분할 수 있다(Lewis & Weight, 1985). 인지적 신뢰와 정서적 신뢰는 기업 활동에 있어서 상사에 대한 신뢰와 조직에 대한 신뢰로 구분할 수 있으며, 신뢰의 정도에 따라 교환이론의 관점에서 개인의 노력의 투입 정도가 달라질 수 있기 때문에 조직의 성과에 큰 영향을 끼치게 된다(Aryee, Budhwar, & Chen, 2002).

### 리더에 대한 신뢰
조직구성원이 상사에 대해 갖는 신뢰는 리더와 조직구성원이 상호작용을 통 해서 갖게 되는 믿음을 의미한다. 신뢰는 한 개인이 타인과의 상호작용과 경험을 통해서 신뢰와 관련된 지식을 쌓아감으로서 발전하게 된다. 즉, 이것은 신뢰자와 피신뢰자 사이의 관계에서 초기수준의 신뢰가 형성된다는 것을 의미 하는 것으로, 신뢰수준은 신뢰관계를 유지하면서 수정되고 발전되는 과정을 거치게 된다(Kim & Prabhakar, 2000). Zucker(1986)에 따르면 조직에서 가치의 공유정도가 높고, 동일한 정체성을 공유하는 사람들은 그렇지 않은 사람 들에 비해서 신뢰성이 매우 높게 나타났다고 한다. Culbert & McDonough(1985)는 조직 유효성 측면에 있어서 리더와 부하간의 신뢰가 조직유효성을 향상시키고 시간을 절약하는 좋은 관리 도구일 뿐 아니라, 조직의 성공을 이끌어 내는 환경 조성에 기여한다고 언급하였다. Zand(1972)는 신뢰 가 있을 때, 리더와 부하가 직무 관련 문제 해결 시 개방적인 의사소통을 할 수 있다고 하였다. 이를 통해서, 신뢰가 조직 유효성을 향상 시킬 것임을 추측 할 수 있다. Williams & Hazer(1986)는 리더와 조직구성원 사이에 신뢰가 형성될 때, 조직 구성원은 공식적으로 요구되지 않는 역할이외의 활동에도 참여하고자 하는 의지를 보이게 된다고 하였다. 또한, Yukl(1998)은 리더의 비전에 대해 부하들의 몰입 정도는 상호간 신뢰형성을 위한 리더의 노력과 능력에 달렸다 고 주장하였다. 효과적인 리더는 상호신뢰의 분위기를 창출하게 되는 반면, 리더가 부하의 신뢰를 얻지 못할 때 리더의 가치와 비전에 대해서 부하들은 의심을 하게 되고, 결국 비전이 조직 구성원들을 이끄는 기능을 원활하게 하지 못하게 된다. Bennis & Nanus(1985)도 리더에 대한 신뢰가 조직의 목표와 비전에 대한 몰입도와 밀접한 관련성이 있음을 입증했다. 즉, 리더가 부하들로부터 신뢰를 받지 못하게 되면 리더의 비전이 아무리 좋다고 할지라도 부하들이 그것에 몰입하지 못해서 조직의 성과를 기대할 수 없게 되는 것이다. Kouzes & Posner(1987)는 부하들이 인지하는 가장 가치 있는 리더 특성으로 '정직, 성실, 진정성'이 있음을 밝힌 몇 가지 선행연구를 발견했고, Kouzes & Posner(1995)연구에서도 '부하들은 무엇보다도 리더를 믿을 수 있어야 하고, 리더는 자신이 말한 것을 실천으로 옮길 것이라는 것을 부하들이 믿어야 한다' 고 설명하면서 리더십의 과정에 있어서 리더십의 중요성을 강조 한 바 있다. 리더십은 조직에서 상호간 신뢰를 형성함에 있어서 기초를 형성 하게 된다(Likert & Willits, 1940). 또한, 조직의 성과가 상사나 동료 간의 관계 등에 의해서 많은 영향을 받게 된다는 연구결과들을 고려해볼 때 조직 내에서 리더와 부하간의 관계가 조직성과와 밀접한 관계가 있음을 알 수 있다.

### 조직에 대한 신뢰
조직에 대한 신뢰가 조직 시민 행동

을 예측하는데 있어서 효과적인 변수라는 많은 선행연구들이 있다. Eisenberger와 동료들은 조직에 대한 신뢰는 조직이 조직구성원들의 기여에 부여하는 가치와 조직구성원들의 복지에 대한 관점 등과 관련해서 조직구성원들이 형성하는 일반적인 지각이라고 언급하였다 (Eisenberger, Huntington, Hutchison, & Sowa, 1986).  Podsakoff, MacKenzie, & Boomer(1996)는 조직신뢰가 조직몰입과 직무만족에 긍정적인 영향을 끼친다는 것을 발견했고, Mishra & Morrisey(1990)는 조직의 효과성이 조직신뢰 수준에 의해서 결정된다고 주장하였다. Cook & Wall(1980) 은 개인 간 그리고 집단 간에 신뢰는 조직의 장기적인 안정과 조직구성원들의 안녕에 매우 중요한 요인이라고 주장하였으며, Barney & Hansen(1994)은 경쟁우위의 원천으로서 신뢰를 강조했고, Sabel(1994)에 따르면 신뢰는 거래 비용을 감소시킬 뿐만 아니라 더욱 더 급진적인 혁신과 학습을 제고시킨다고 주장하였다. 또한, Kouzes & Posner(1987, 1995)도 리더십 과정에 있어서 신뢰의 중요성을 언급하였다.

## 윤리적 리더십과 서번트 리더십의 비교
윤리적 리더십과 서번트 리더십은 둘 다 기존의 리더십의 개념을 뒤집어 놓는다. 기존의 권위 중심적이고 강압적인 위치에서 조직 구성원들의 협조를 부추기던 리더의 모습을 한쪽은 윤리성에 기반을 둔 리더의 윤리적 의식의 존재와 그에 따른 통솔을 통하여, 또 다른 하나는 서번트의 위치에서 조직원의 성공을 우선시함으로써 과업 성과를 달성 한다는 것에 변화가 있다. 가장 큰 공통점은 위와 같은 방식으로 조직원들의 신뢰를 산다는 점이 큰 공통점 인데, 이 두 리더십은 타인을 배려하는 마음, 그리고 공정성과 정당성의 원칙을 기반으로 하여 발휘 된다.
① 타인을 존중하는 마음

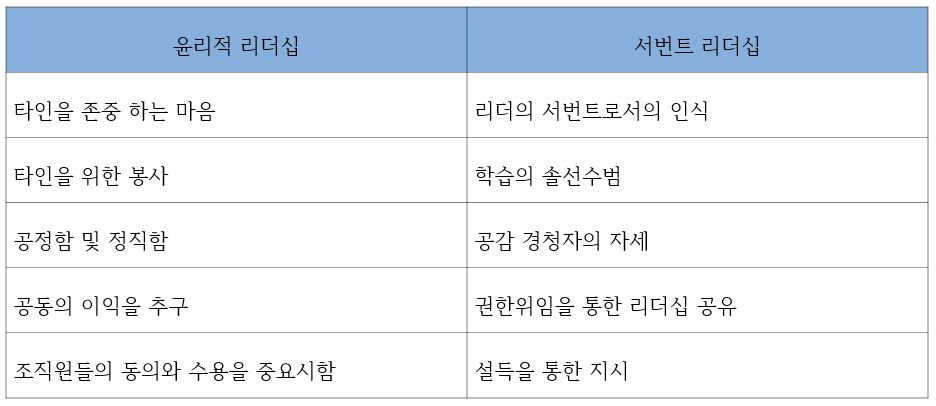
윤리적 리더십과 서번트 리더십 비교

서번트 리더십의 가장 기본적인 특성은 리더 자신이 스스로를 서번트로 자각이라는 점인데 이는 리더가 자신을 낮추고 타인을 존중하는 마음이라 칭할 수 있다. 이러한 타인을 존중하는 마음은 이타주의라는 윤리성에 포함됨에 따라 윤리적 리더십의 기본 특성에 또한 해당 된다.
➁ 조직의 성과
서번트 리더십에서 말하는 조직의 과업성과는 윤리적 리더십에서 공동의 이익을 추구하는 개념과는 조금 다른데, 윤리적 리더십에서는 리더와 구성원이 함께 하나의 목표를 달성하기 위해 일하는 것을 통해 공동의 이익을 추구하지만 서번트 리더십에서는 구성원 개인의 성장 발달에 초점을 맞추어 리더가 조직원을 보조하고 이렇게 해서 이루어진 개인의 성공이 모여 조직의 성공으로 연결된다는 점에 차이가 있다.
➂ 신뢰의 발전과정
서번트 리더십에서 리더는 신뢰를 이끌어 내기 위해 조직원들의 의견에 공감하고 그 사람의 입장에서 이해하려 하며 그 사람의 입장에서 문제를 바라보는 것과 같이 리더가 내부적으로 구성원들을 보살피고 그들이 과업 수행 중 어려움을 겪을 경우 실수한 부분을 책망하기 보단 그 실수를 배움 삼는 다는 점에서 구성원들의 신뢰를 얻는다면
윤리적 리더십에서의 리더는 조직원들의 의견을 듣고 수용하는 한편 리더가 솔선수범하여 외부에서 요구하는 윤리적 규범을 지켜나가는 것이 조직 구성원들에게 본보기가 됨으로써 신뢰를 얻는다.
또한 서번트 리더십과 윤리적 리더십에서 리더는 공통적으로 구성원들의 목소리에 귀를 기울이는 모습을 보이는데 이는 리더가 독단적이며 권위적으로 조직을 이끌어 나가는 기존의 리더십의 보습과 상반 된다고 볼 수 있다.
➃ 리더의 권한
윤리적 리더십에서 리더는 자신의 사회적 권력을 적극적으로 활용하여 조직원들의 윤리적 행동에 보상하고, 구성원들 간의 커뮤니케이션을 추구하여 조직 단결력을 높이는 것까지 영역이 확장 되는 것 박형식, 윤리적리더십, 온라인 행정학회 2013, p2
에 비해 서번트 리더십에서는 리더의 권한이 구성원들의 성장을 위하여 방해요소를 제거해 주는 것에서 제한된다는 점이 다르다. 서번트 리더십이 발현되는 과정에서 리더란 그저 임시적으로 주어진 권리임으로 이를 행사하는데 있어서 윤리적 리더십보다 다소 소극적인 경향을 띈다.